# 漢江 (中国)
漢江（かんこう）または漢水（かんすい）は、長江の最大の支流である。延長は1,532km、流域の面積は17.43万km2。漢字や漢民族など漢（王朝）の起源となった川でもある。

## 概略
漢水は陝西省漢中市寧強県の嶓冢山を水源とする。東に流れ湖北省に入り武漢市で長江に合流する。支流として胥水河（中文）、旬河（中文）、堵河（中文）（最大）、丹江（中文）、唐白河（中文）等を併せる。流域の主要な都市として漢中市、安康市、十堰市、襄陽市、武漢市などがある。漢水の上流に丹江口ダム（中文）があり、南水北調工程（南方の水を北方へ引く国家プロジェクト、English、中文）の水源となっている。

## 歴史

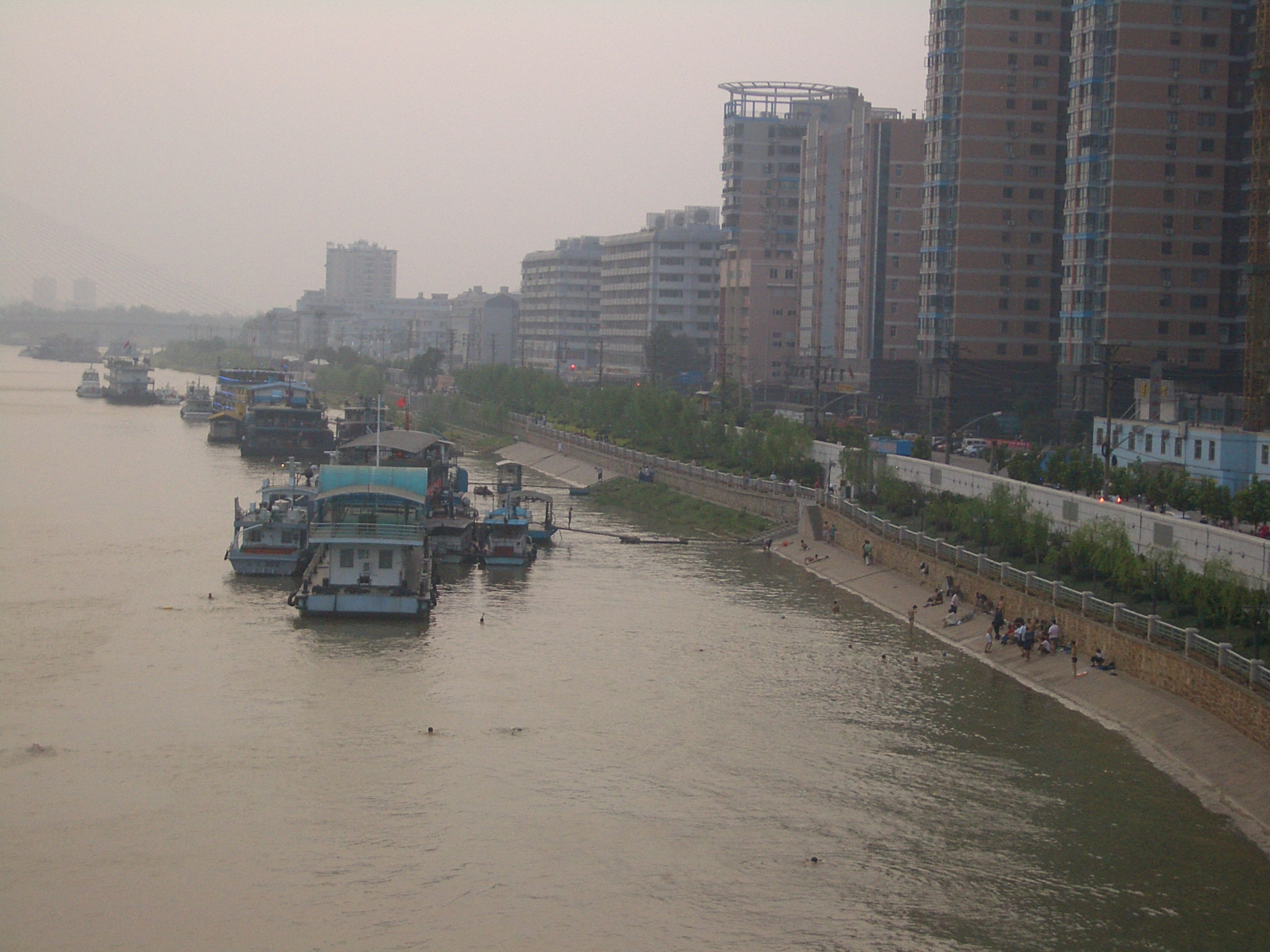
武漢を流れる漢水

『書経・禹貢』に「嶓冢導漾東流為漢。」とあり、清代の『嘉慶一統志』漢中府・山川に「漢水，在寧羌州北，源出嶓冢山。東流経沔県南，又東経褒城県南，又東経府治南鄭県南......東南流入興安府石泉県界。」とある。地形の変化のため、安康より上流は航行することができない。また支流は冬季には断流することがある。
漢水の中・下流の流域では都市は川床よりも低い位置にあり、漢水の氾濫は大きな災難をもたらす。1983年に安康市は漢水の氾濫で巨大な損失を被った。

## 支流
- 唐白河（中文）
- 小清河
- 厚子河

## 流域の主要都市
- 漢中
- 安康
- 十堰
- 南陽
- 老河口
- 襄陽
- 武漢

## 漢水流域の文化
主に漢水流域の地理、歴史、文化、民俗、宗教などが学術研究の対象となっている。